# Shevon Thompson
Pour les articles homonymes, voir Thompson.
Shevon Thompson, né le 10 juin 1993 à Clarendon Parish, dans le comté du Middlesex, est un joueur jamaïcain de basket-ball évoluant au poste de pivot, pour le SLUC Nancy en Betclic Élite. Il mesure 2,09 m.

## Biographie

### Carrière universitaire
Entre 2012 et 2013, il joue pour les Chaps de Midland au Midland College (en) en NJCAA.
Entre 2013 et 2014, il joue pour les Bears d'Harcum au Harcum College (en) en NJCAA.
Entre 2014 et 2016, il joue pour les Patriots de George Mason à l'université George Mason en NCAA.

### Carrière professionnelle

#### BayHawks d'Érié (2016-2017)
Le 23 juin 2016, automatiquement éligible à la draft 2016 de la NBA, il n'est pas sélectionné.
Le 30 octobre 2016, il est sélectionné à la 11e position de la draft 2016 de D-League par les BayHawks d'Érié.
En juillet 2017, il participe à la NBA Summer League de Las Vegas avec les Clippers de Los Angeles.

#### Raptors 905 (2017-2018)
Le 17 novembre 2017, il est transféré chez les Raptors 905 en échange de Scott Suggs.

#### İstanbul BB (août - nov. 2018)
Le 5 août 2018, il signe avec l'équipe turque de l'İstanbul BB.
Le 16 novembre 2018, il rompt son contrat avec İstanbul BB.

#### Herd du Wisconsin (2018-2019)
Le 20 décembre 2018, ses droits sont transférés au Herd du Wisconsin en échange de MiKyle McIntosh (en) et le retour des droits de JeQuan Lewis.
Le 28 décembre 2018, il intègre l'effectif du Herd.

#### BC Ostende (mars 2019 - 2020)
Le 25 mars 2019, il signe avec l'équipe belge du BC Ostende.
Le 26 juillet 2019, il prolonge son contrat avec Ostende.
À la fin de la saison 2019-2020, son équipe remporte le titre de champion de Belgique.

#### Alba Berlin (sept. - oct. 2020)
Le 9 septembre 2020, il signe un contrat d'un mois avec l'équipe allemande de l'Alba Berlin.
Le 13 octobre 2020, il n'est pas conservé par l'Alba Berlin pour le reste de la saison 2020-2021.

#### Baloncesto Fuenlabrada (2020 - jan. 2021)
Le 15 octobre 2020, il signe avec l'équipe espagnole du	Baloncesto Fuenlabrada.
Le 6 janvier 2021, après 11 matches dans le championnat espagnol, il rompt son contrat avec Fuenlabrada.

#### Brose Bamberg (jan. - juin 2021)
Le 6 janvier 2021, il signe avec l'équipe allemande de Brose Bamberg.

#### Clippers d'Agua Caliente (2021-2022)
Le 4 novembre 2021, il revient en G-League et signe avec les Clippers d'Agua Caliente.

#### Fos Provence Basket (2022-2023)
Le 7 juillet 2022, il signe avec l'équipe française de Fos Provence Basket.
À la fin de la saison 2022-2023, son équipe est reléguée en Pro B.

#### SLUC Nancy (depuis 2023)
Le 7 juin 2023, il signe un contrat avec l'équipe française du SLUC Nancy. En juin 2024, il resigne avec ce club jusqu'en 2027.

## Palmarès

### Universitaire
- Atlantic 10 All-Conference Third Team en 2015

### En club
- Champion de Belgique en 2020

## Statistiques

### Universitaires
Les statistiques de Shevon Thompson en matchs universitaires sont les suivantes :
| Saison    | Équipe       | Matchs | Titul. | Min./m | % Tir | % 3pts | % LF | Rbds/m. | Pass/m. | Int/m. | Ctr/m. | Pts/m. |
| --------- | ------------ | ------ | ------ | ------ | ----- | ------ | ---- | ------- | ------- | ------ | ------ | ------ |
| 2012-2013 | Midland (en) | -      | -      | -      | -     | -      | -    | -       | -       | -      | -      | -      |
| 2013-2014 | Harcum       | -      | -      | -      | -     | -      | -    | -       | -       | -      | -      | -      |
| 2014-2015 | George Mason | 31     | 31     | 30,2   | 55,5  | 0,0    | 61,9 | 11,32   | 0,19    | 0,55   | 1,10   | 12,52  |
| 2015-2016 | George Mason | 31     | 29     | 22,5   | 57,7  | 0,0    | 55,8 | 10,61   | 0,55    | 0,13   | 1,00   | 9,90   |
| Carrière  | Carrière     | 62     | 60     | 26,4   | 56,5  | 0,0    | 59,1 | 10,97   | 0,37    | 0,34   | 1,05   | 11,21  |